# Alfons Bojko
Alfons Bojko ps. Tadeusz Alb (ur. 27 lutego 1907 w Kownie, zm. 1 sierpnia 1981) – litewski działacz narodowości polskiej, publicysta, redaktor pism młodzieżowych Iskry i Głos Młodych w Kownie, poeta, po 1947 r. repatriowany do Polski, osiadł we Wrocławiu.
Pochowany na cmentarzu św. Rodziny przy ul. Smętnej we Wrocławiu.

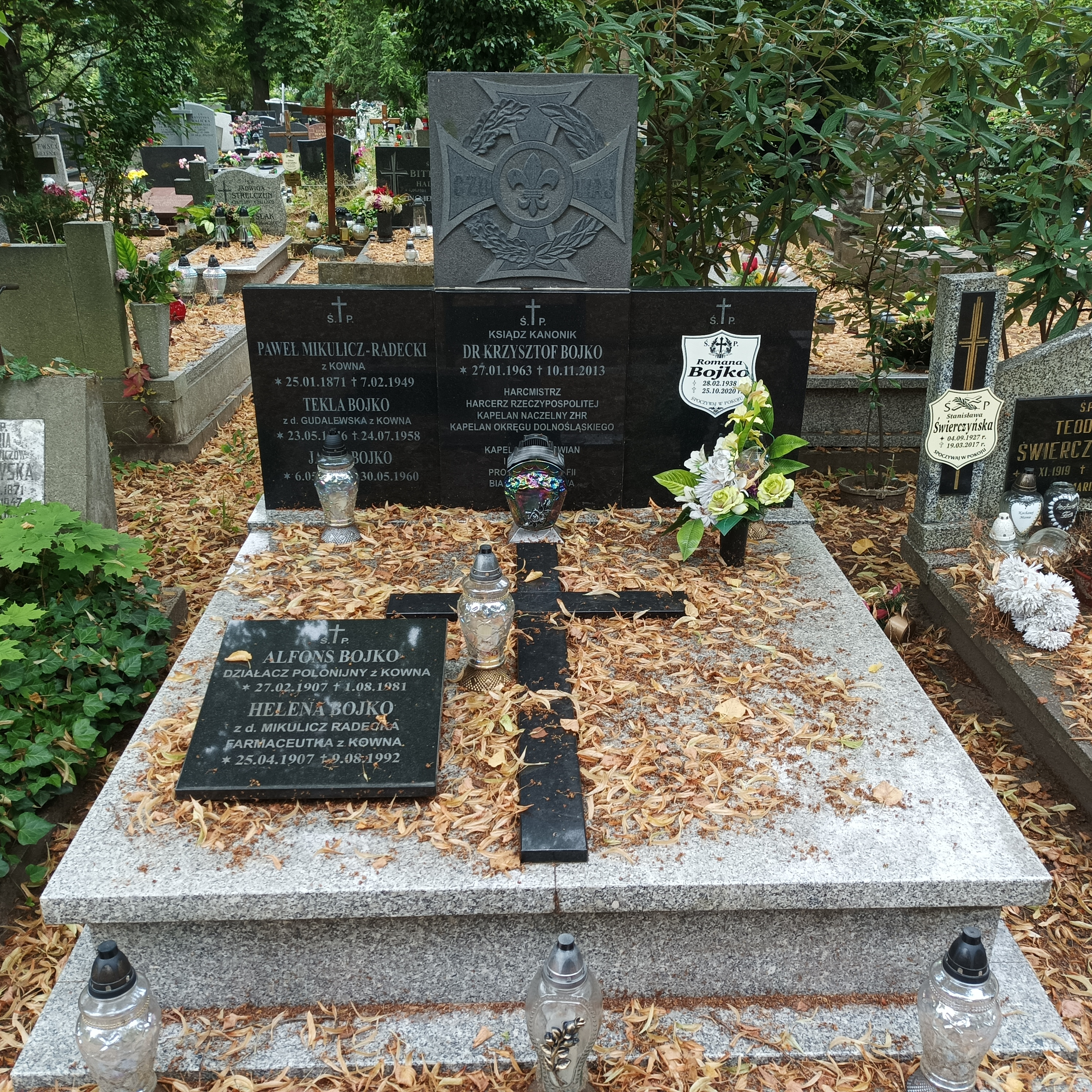
Grób Alfonsa Bojki na Cmentarzu Świętej Rodziny we Wrocławiu